# Toulon (Illinois)
Toulon je grad u američkoj saveznoj državi Ilinois. Prema popisu stanovništva iz 2010. u njemu je živjelo 1.292 stanovnika.